# Palais Granvelle (Besançon)
Pour les articles homonymes, voir Palais Granvelle.
Le palais Granvelle est un palais Renaissance du XVIe siècle de Besançon dans le Doubs, en Franche-Comté. Il fut construit par Nicolas Perrenot de Granvelle, richissime garde des sceaux, premier conseiller et homme de confiance proche de Charles Quint, empereur germanique et suzerain de la Comté.

## Historique

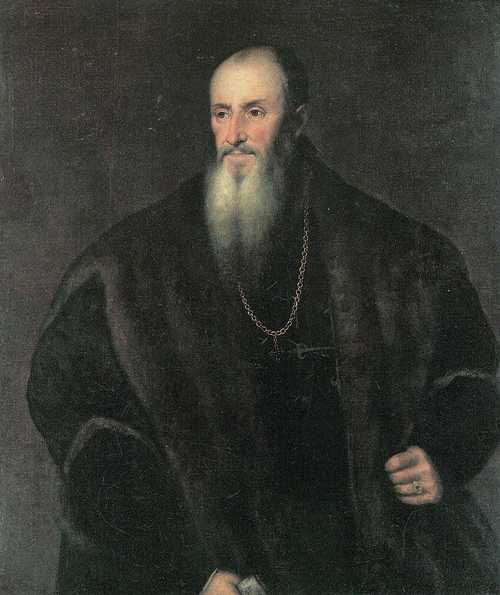
Nicolas Perrenot de Granvelle par le Titien, Musée du Temps de Besançon

Entre 1534 et 1547, Nicolas Perrenot de Granvelle fait bâtir son palais dans la Grande rue de Besançon, symbole de son pouvoir de garde des sceaux de l'Empereur Charles Quint et de son ascension sociale.
La famille Granvelle a accumulé dans ces murs au fil du temps de magnifiques collections de tableaux, d'antiquités et de livres qui furent dispersés dès la fin du XVIe siècle et dont une partie forme le fonds primitif de la bibliothèque municipale et du musée des Beaux-Arts.
Après la seconde conquête française de la Franche-Comté par Louis XIV, le palais devint résidence du gouverneur de province. C'est un de ceux-ci, le duc de Tallard, qui installa un théâtre dans les bâtiments en 1740, puis l'académie des sciences, belles-lettres et arts de Besançon en 1752
Le palais est vendu comme bien national pendant la Révolution française, et racheté par la municipalité en 1864, pour devenir le musée d'histoire de la Franche-Comté après la Seconde Guerre mondiale.
Le palais Granvelle a été restauré en 2002. Il accueille depuis cette date le musée du Temps.

## Architecture

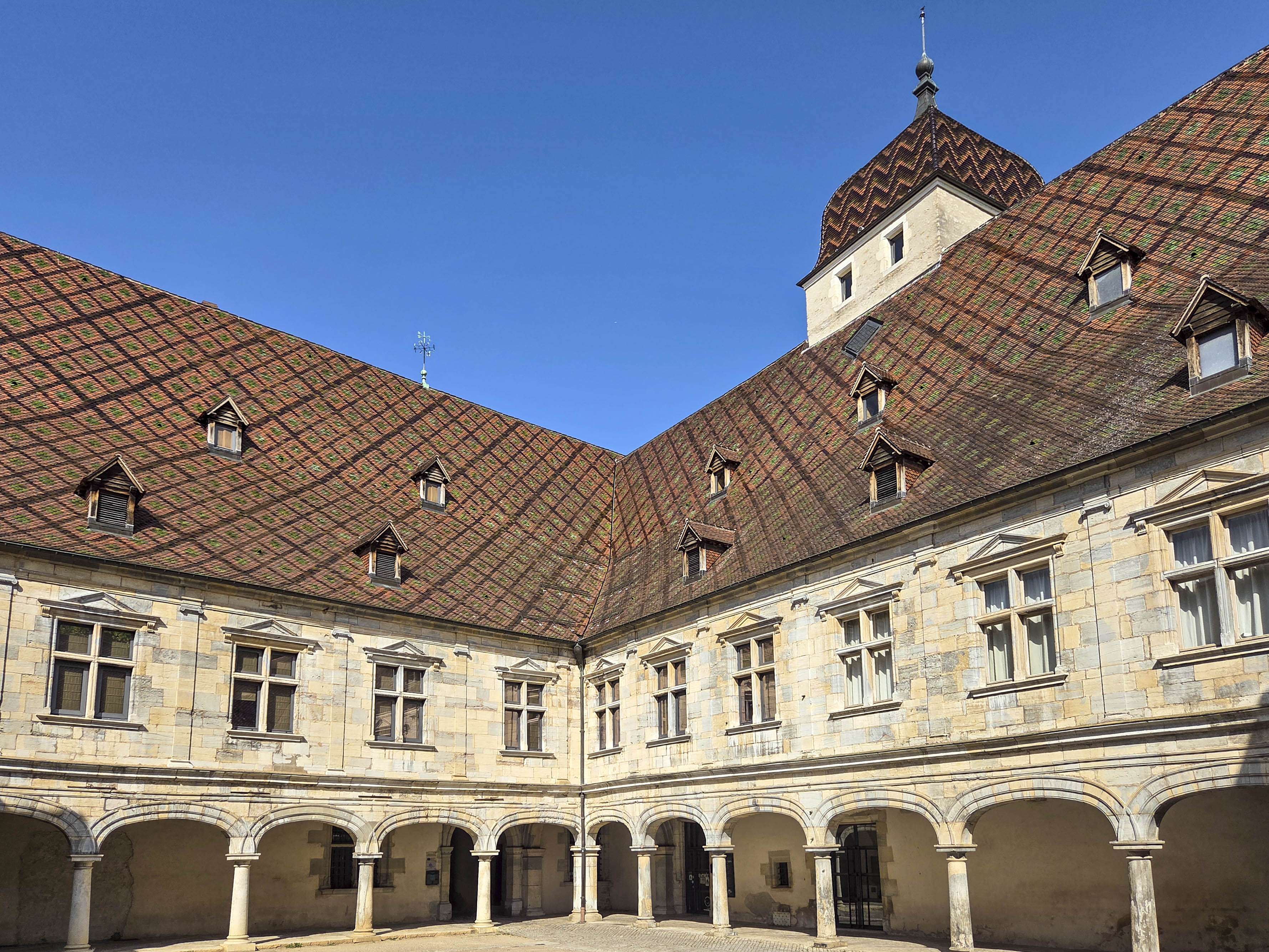
Cour et tour du Palais Granvelle.

Le palais Granvelle est constitué de quatre corps de bâtiment sur un sous-sol voûté en berceau qui délimitent une cour entourée d'un portique surmonté d'une galerie. Deux passages mènent à cette élégante cour intérieure angulaire, bordée d'arcades en anse de panier et une fontaine en marque le centre. L'escalier d'honneur s'inscrit dans une tour carrée au dernier étage occupé par un oratoire. C'est un véritable joyau de la Renaissance (XVIe siècle), avec son imposante façade d'influence italienne et flamande, comportant trois niveaux et cinq travées surmontée d'un toit et percé de trois lucarnes gothiques.
Les communs, remise, écurie, grande écurie sont disposés en délimitant deux cours. L'orangerie située dans l'aile sud du palais donne sur le jardin, prolongé par un verger devenu jardin public.
Le palais Granvelle est classé patrimoine et monument de Besançon.
Le palais fait l’objet d’un classement au titre des monuments historiques par la liste de 1862.
La cheminée du XVIIe siècle avec plaque en fonte armoriée fait l’objet d’une inscription au titre des monuments historiques depuis le 26 janvier 1928.

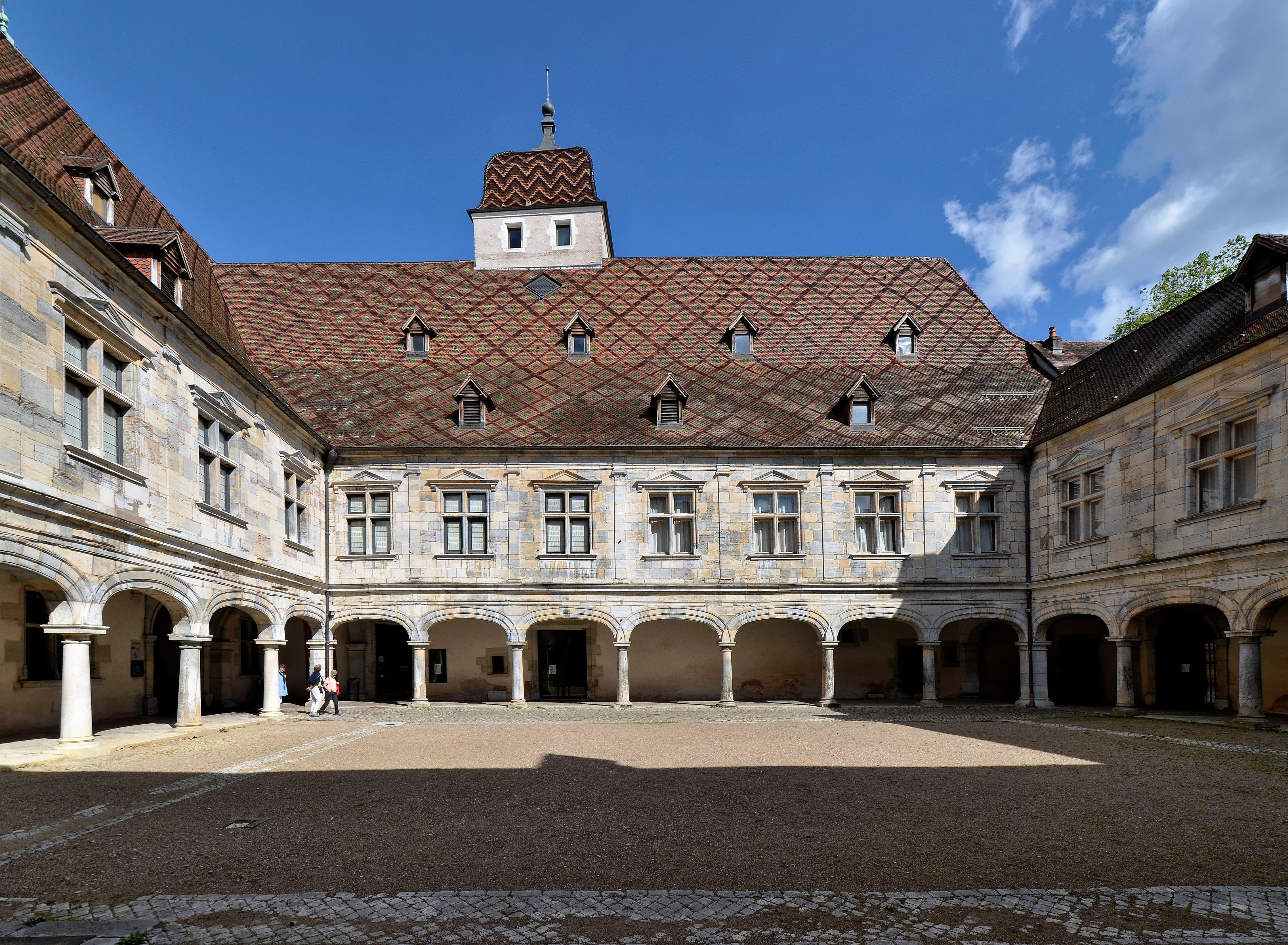
Bâtiment côté musée avec tour.
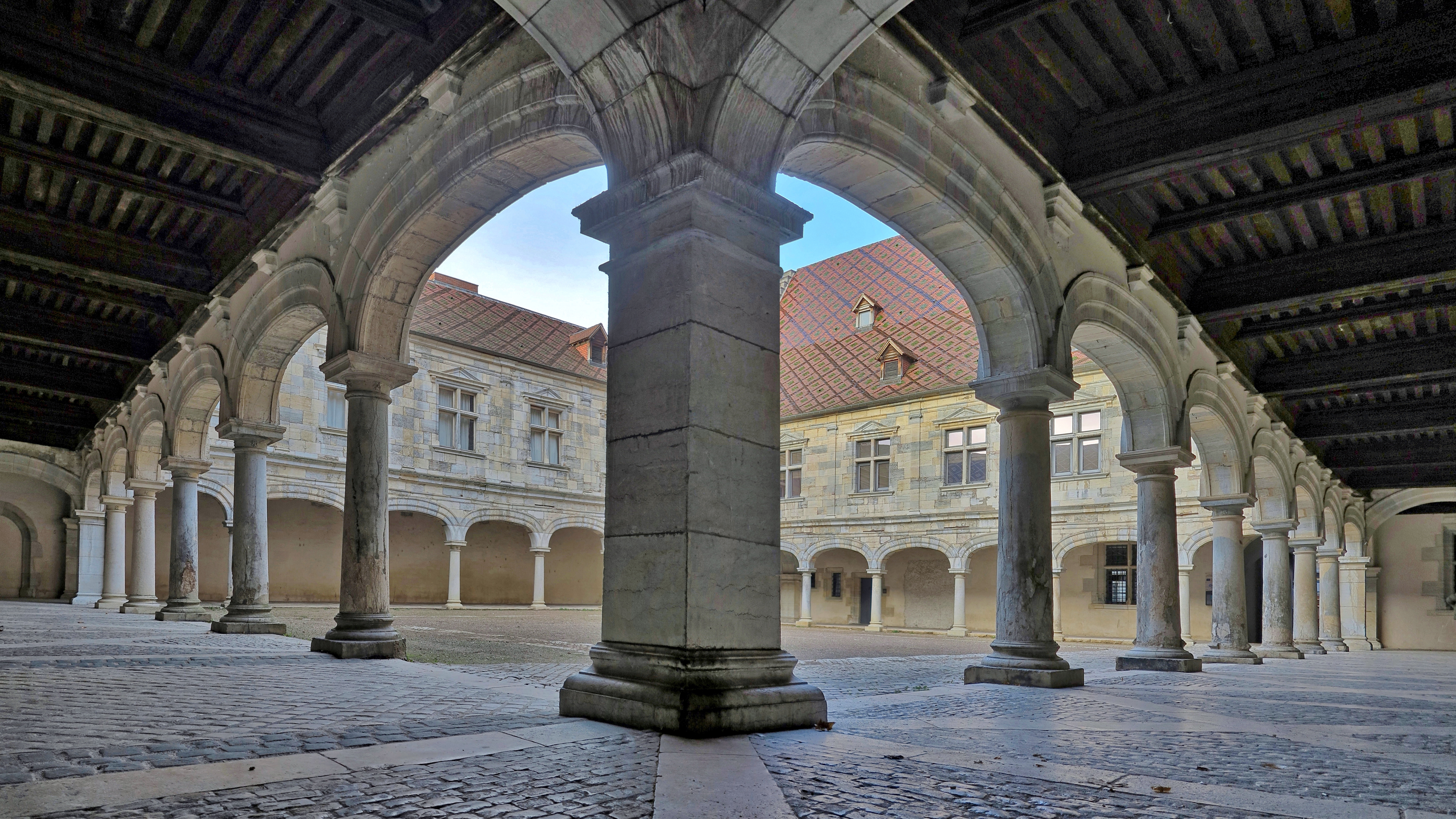
Cour intérieure avec galerie à arcades.
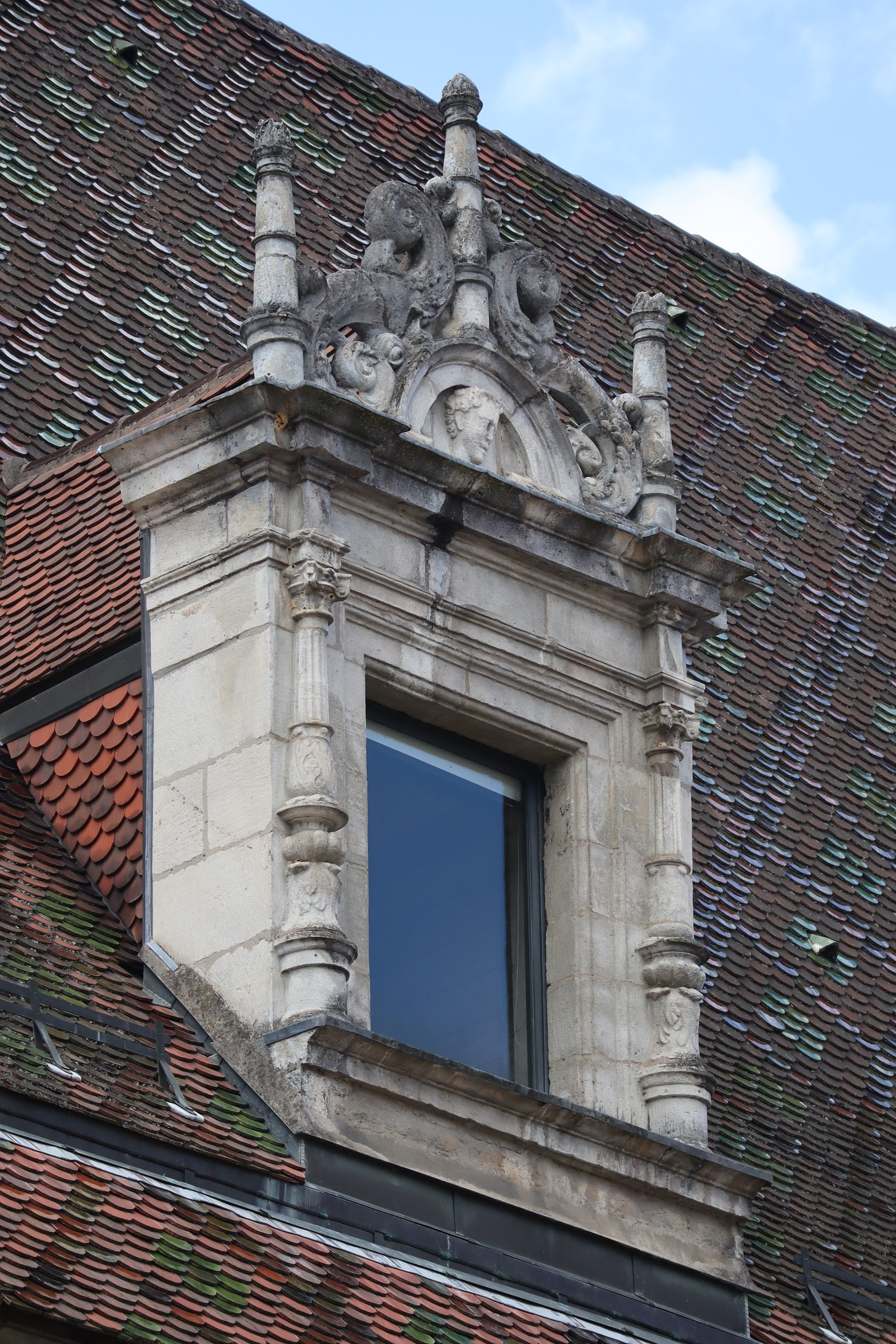
Lucarne gothique.
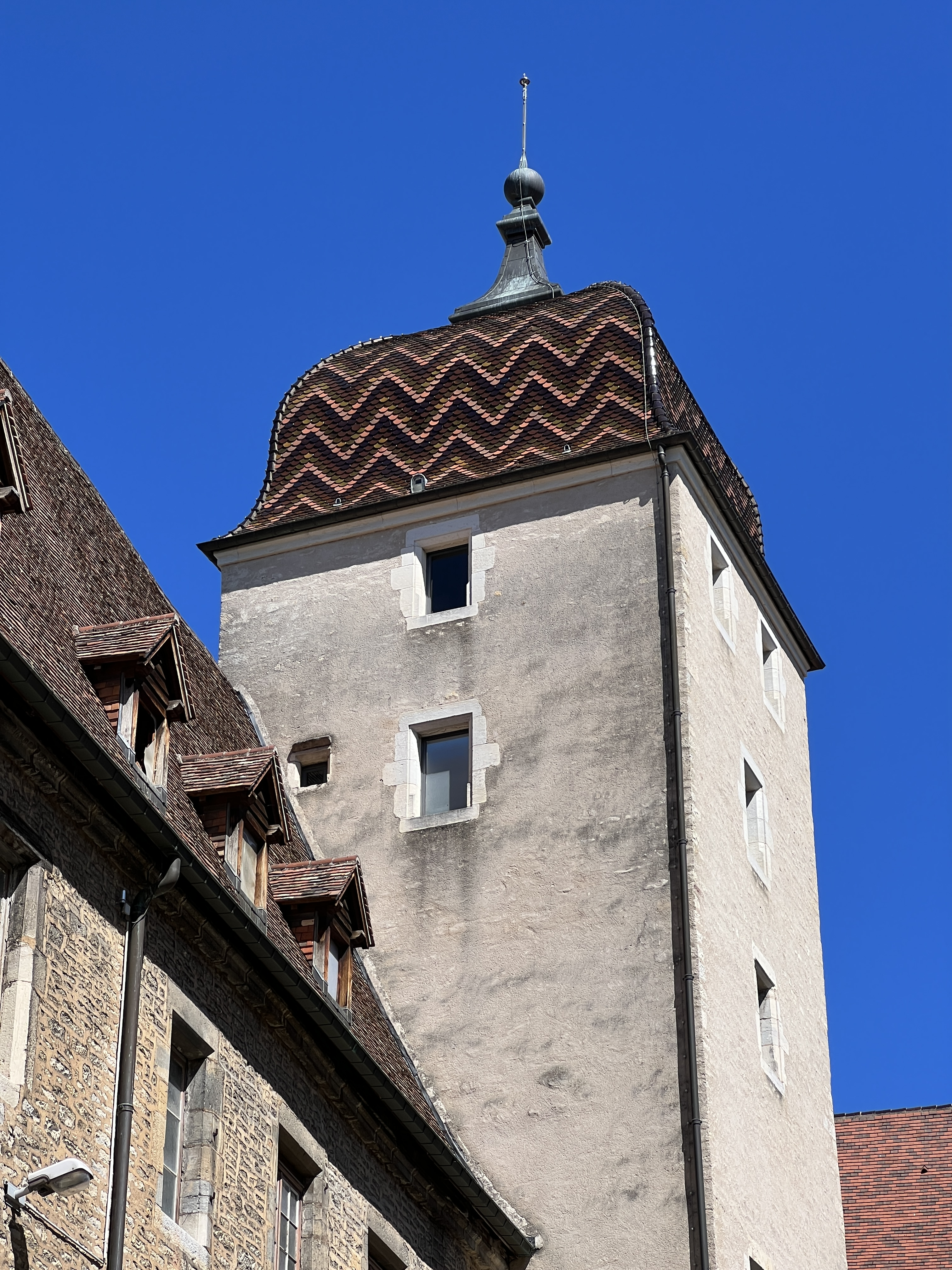
Tour au toit comtois.
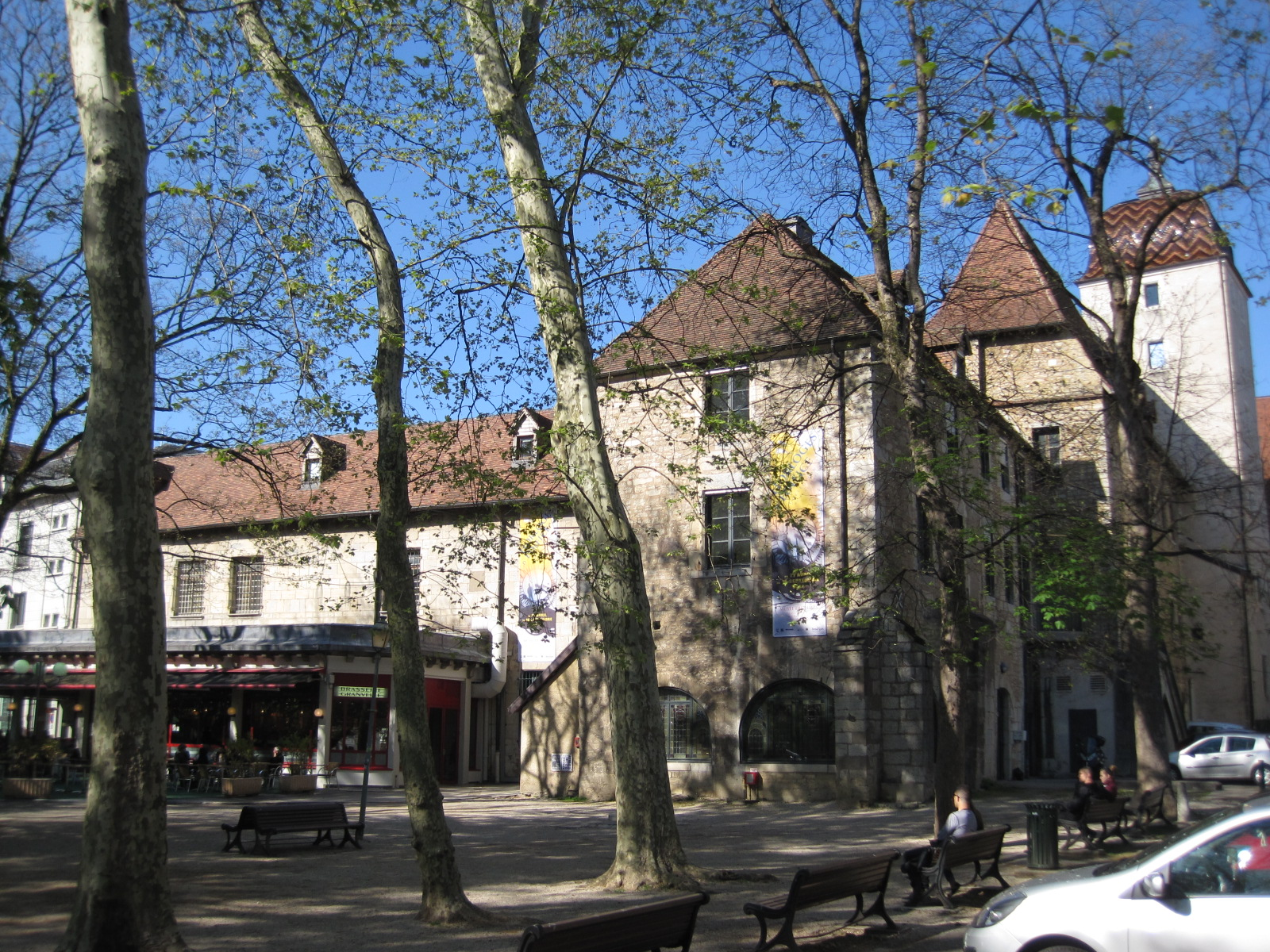
Palais côté promenade Granvelle.

## Le palais Granvelle aujourd’hui
Le palais Granvelle accueille depuis 2002, en souvenir de l'industrie horlogère historique de la Franche-Comté, le musée du Temps, dont la collection d'horlogerie est née de celle du musée des Beaux-Arts et du musée d'Histoire de Besançon.
Dans sa cour intérieure ont lieu régulièrement de nombreux spectacles et manifestations culturelles municipales : expositions, concerts de musique classique ou de jazz.